# Světová rada církví
Světová rada církví (SRC), anglicky World Council of Churches, je mezinárodní organizace, jejímiž členy je většina hlavních křesťanských církví, nikoliv ovšem římskokatolická církev, která vysílá na její jednání svého pozorovatele.  SRC vznikla v rámci ekumenického hnutí a sama se vymezuje takto: „Světová rada církví je společenství církví, které vyznávají Pána Ježíše Krista jako Boha a Spasitele podle Písem, a proto společně usilují splnit své poslání pro slávu jediného Boha, Otce, Syna a Ducha svatého.“

## Hlavní údaje
SRC byla založena 23. srpna 1948 na svém prvním shromáždění v Amsterdamu. V současné době sdružuje 348 církví z více než 120 států světa. To je většina anglikánských, protestantských, pravoslavných a starokatolických církvi, pokud mají více než 50 tisíc věřících. Menší církve mohou být členy bez hlasovacího práva. Sídlo SRC je v Ženevě ve Švýcarsku. Nejvyšším orgánem SRC je valné shromáždění, které je složeno z delegátů všech církví a schází se jednou za sedm let. 

## Programové skupiny
Stálé programové skupiny SRC jsou: Diakonie a Solidarita (podpora církví a organizací, které se snaží pomáhat utlačovaným lidem), Víra a Řád (setkávání teologů, kteří se společně snaží nalézt řešení pro otázky, které církve rozdělují), Mezinárodní vztahy, Mír a Lidská bezpečnost (předávání informací o mezinárodních vztazích, konfliktech a problémech), Spravedlnost, Mír a Stvoření (monitorování a prosazování spravedlnosti a dodržování míru ve světě, solidarity k menšinám a mladým ženám), Misie a Ekumenický rozvoj (sdílení zkušeností členských církví v různém kulturním a sociálně-ekonomickém prostředí).
Každé desetiletí vyhlašuje SRC speciální program. V letech 2001–2010 to byla Dekáda proti násilí. V rámci speciálních programů probíhají kampaně, semináře a setkání.

## V České republice
Členy SRC v České republice jsou: Církev československá husitská, Českobratrská církev evangelická, Pravoslavná církev v českých zemích a na Slovensku a Slezská církev evangelická augsburského vyznání. Přidruženou organizací, která udržuje se SRC velmi dobré kontakty, je Ekumenická rada církví v ČR.